# Borbonia
- Commons
- Wikispecies

Borbonia é um género botânico pertencente à família Fabaceae.

## Classificação do gênero
| Sistema | Classificação                      | Referência |
| ------- | ---------------------------------- | ---------- |
| Linné   | Classe Diadelphia, ordem Decandria | [ 1 ]      |